# UNIK

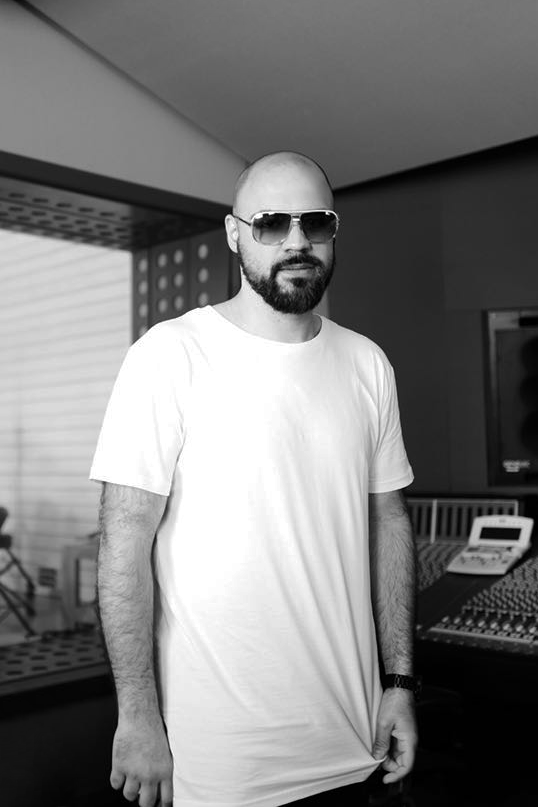
UNIK (2018)

UNIK (* 27. September 1986 in Aachen als Nikolaos Giannulidis) ist ein deutscher Musikproduzent, Songwriter und Mixing Engineer griechischer Abstammung. Bekannt wurde UNIK durch seine Zusammenarbeit mit internationalen Künstlern wie B.o.B, Nelly und Elvana Gjata, sowie nationalen Hip-Hop-Größen wie KC Rebell, PA Sports, Ardian Bujupi, Jamule und Moe Phoenix.

## Karriere
2012 konnte UNIK seinen ersten internationalen Erfolg verzeichnen mit der Produktion des Songs MJ für B.o.Bs Album Strange Clouds.
UNIK ist auf vielen deutschen Hip-Hop Produktionen vertreten, die auch in den deutschen Albumcharts Erfolge feiern konnten. So ist er z. B. auf den Alben Abstand und Fata Morgana von KC Rebell als Produzent vertreten, welche mit der Goldenen Schallplatte ausgezeichnet worden sind.
Unter anderem ist er ebenfalls für viele Produktionen als Mixing und Mastering Engineer vertreten.

## Produktionen
| Jahr | Künstler        | Titel                                   | Album                 |
| ---- | --------------- | --------------------------------------- | --------------------- |
| 2007 | Azad            | Tage des Regens (feat. Julian Williams) | Blockschrift          |
| 2008 | Jonesmann       | Wo wär ich (feat. Manuellsen)           | Echte Musik           |
| 2008 | Afshin          | Gonjishke                               | The Song for X        |
| 2011 | Mehrzad Marashi | Anything                                | Change Up             |
| 2011 | Syleena Johnson | A Boss                                  | Chapter V: Underrated |
| 2011 | Ardian Bujupi   | I don't know                            | To the Top            |
| 2011 | Ardian Bujupi   | Stereo Love                             | To the Top            |
| 2012 | B.o.B           | MJ (feat. Nelly)                        | Strange Clouds        |
| 2013 | Adesse          | Dieses Gefühl                           | –                     |
| 2015 | KC Rebell       | Bist Du real (feat. Moe Phoenix)        | Fata Morgana          |
| 2015 | Kumi Kōda       | Ex Tape                                 | SUMMER of LOVE        |
| 2016 | Da-iCE          | Up to the Stars                         | Every Season          |
| 2016 | KC Rebell       | Alpha                                   | Abstand               |
| 2016 | KC Rebell       | Leer                                    | Abstand               |
| 2016 | Moe Phoenix     | Rasta Mama                              | –                     |
| 2016 | Moe Phoenix     | Mit dir scheint die Sonne               | –                     |
| 2017 | Mosh36          | Check ich nicht (feat. Moe Phoenix)     | DZ                    |
| 2017 | Moe Phoenix     | Wieder da                               | NOA                   |
| 2017 | Moe Phoenix     | Abu Dhabi (feat. Tjay)                  | NOA                   |
| 2017 | Moe Phoenix     | K1n Problem (feat. Kianush)             | NOA                   |
| 2017 | Moe Phoenix     | Ohne dich                               | NOA                   |
| 2017 | Moe Phoenix     | Frére (feat. Mavie)                     | NOA                   |
| 2017 | Moe Phoenix     | Hrsn                                    | NOA                   |
| 2017 | Moe Phoenix     | 3eib (feat. Mosh36)                     | NOA                   |
| 2017 | Moe Phoenix     | Ching Chang Chong                       | NOA                   |
| 2017 | Moe Phoenix     | Mama Baba                               | NOA                   |
| 2017 | Moe Phoenix     | Laterne Laterne                         | NOA                   |
| 2018 | PA Sports       | 30 km/h                                 | –                     |
| 2018 | Moe Phoenix     | 100 Pro (feat. PA Sports)               | –                     |
| 2018 | Moe Phoenix     | Aicha                                   | –                     |
| 2019 | Moe Phoenix     | Mensch ist Mensch                       | Emoetion              |
| 2019 | Moe Phoenix     | ILoveu                                  | Emoetion              |
| 2019 | Moe Phoenix     | Nie Nie                                 | Emoetion              |
| 2019 | Ardian Bujupi   | Meine Liebe (feat. Elvana Gjata)        | Rahat                 |
| 2019 | Oonagh          | Kuliko Jana                             | Eine neue Zeit        |
| 2019 | Oonagh          | Stadt                                   | Eine neue Zeit        |
| 2019 | Oonagh          | Allie                                   | Eine neue Zeit        |
| 2019 | Oonagh          | Asili Ya Mama                           | Eine neue Zeit        |
| 2019 | Oonagh          | Maua                                    | Eine neue Zeit        |
| 2019 | Oonagh          | Wala Ku Hukumu (feat. Mafikizolo)       | Eine neue Zeit        |
| 2019 | Oonagh          | Mi Na We                                | Eine neue Zeit        |
| 2019 | Oonagh          | Ich verzeih dir                         | Eine neue Zeit        |
| 2019 | Oonagh          | Du bist genug                           | Eine neue Zeit        |
| 2019 | PA Sports       | Extras                                  | Keine Tränen          |
| 2019 | PA Sports       | Inshallah                               | Keine Tränen          |
| 2019 | PA Sports       | Essen                                   | Keine Tränen          |
| 2019 | PA Sports       | Realtalk                                | Keine Tränen          |
| 2019 | PA Sports       | Rotwein                                 | Keine Tränen          |
| 2019 | PA Sports       | Bei mir                                 | Keine Tränen          |
| 2019 | Ardian Bujupi   | Unika                                   | Luna EP               |
| 2019 | Ardian Bujupi   | Eine Nacht                              | Luna EP               |
| 2019 | Elvana Gjata    | Me tana                                 | –                     |
| 2020 | Jamule          | Scheiss drauf                           | –                     |
| 2020 | Moe Phoenix     | In Sha Allah                            | Moeses                |
| 2020 | Moe Phoenix     | Nur ein Grund                           | Moeses                |
| 2020 | Moe Phoenix     | Sieh es endlich ein                     | Moeses                |
| 2020 | Moe Phoenix     | Jamila                                  | Moeses                |
| 2020 | Moe Phoenix     | Salamu Aleikum                          | Moeses                |
| 2020 | Nessa           | Echos                                   | –                     |
| 2020 | Hava            | Ziele                                   | Weiss                 |
| 2020 | Hava            | Naslam sam se                           | Weiss                 |
| 2020 | Timur Ülker     | Memo (feat. Ali As)                     | –                     |
| 2021 | Moe Phoenix     | Stimme                                  | –                     |
| 2021 | Moe Phoenix     | YLML                                    | –                     |
| 2021 | Timur Ülker     | Private Times                           | –                     |